# ريتشارد ماريوت
ريتشارد ماريوت (بالإنجليزية: Richard Marriott)‏ هو ملحن أمريكي، ولد في 29 أكتوبر 1951 في كليفلاند في الولايات المتحدة.

## وصلات خارجية
- ريتشارد ماريوت على موقع IMDb (الإنجليزية)
- ريتشارد ماريوت على موقع ديسكوغز (الإنجليزية)
- ريتشارد ماريوت على موقع قاعدة بيانات الفيلم (الإنجليزية)